# Tatiana Frolova
Tatiana Frolova (Briansk, Rusia, 26 de abril de 1967) es una gimnasta artística rusa que, compitiendo con la Unión Soviética, consiguió ser campeona mundial en 1983 en el concurso por equipos.

## 1983
En el Mundial de Budapest 1983 gana el oro en el concurso por equipos, por delante de Rumania y Alemania del Este, siendo sus compañeras Natalia Yurchenko, Olga Bicherova, Olga Mostepanova, Natalia Ilienko y Albina Shishova.